# Lukáš Jánošík
Lukáš Jánošík (Hôrky, 5 marzo 1994) è un calciatore slovacco, attaccante del Jednota Bánová.

## Caratteristiche tecniche
È un'ala destra.

## Carriera
Cresciuto nelle giovanili dello Žilina, ha esordito il 20 luglio 2013 con la maglia del Rimavská Sobota in occasione del match di campionato pareggiato 0-0 contro il Partizán Bardejov.

## Palmarès

### Club

#### Competizioni nazionali
- Campionato slovacco: 1

Žilina: 2016-2017